# Maliattha tsaratanana
Maliattha tsaratanana är en fjärilsart som beskrevs av Pierre E.L. Viette 1965. Maliattha tsaratanana ingår i släktet Maliattha och familjen nattflyn. Inga underarter finns listade i Catalogue of Life.